# Język suki
Język suki, także wiram – język z grupy transnowogwinejskiej używany w Papui-Nowej Gwinei. Według danych z 2003 r. posługuje się nim 3510 osób.